# Mont Arabikias
Le mont Arabikias (en grec moderne : Αραβίκιας) est une montagne du dème du Magne-Oriental, dans le district régional de Laconie, en Grèce, culminant à 763 m et dominant le golfe de Skoutári.